# Medicament biològic
Un medicament biològic o fàrmac biològic o biofàrmac o producte biològic terapèutic (o, senzillament, un biològic, entès en el context), és qualsevol producte farmacèutic fabricat, extret o semisintetitzat a partir de fonts biològiques. Així poden incloure vacunes, sang, components sanguinis, al·lergògens, cèl·lules somàtiques, teràpies gèniques, teixits, proteïnes terapèutiques recombinants i cèl·lules vives utilitzades en teràpia cel·lular. Els biològics poden estar compostos de sucres, proteïnes, àcids nucleics o combinacions complexes d'aquestes substàncies, o poden ser cèl·lules o teixits vius. Ells (o els seus precursors o components) estan aïllats de fonts vives d'humans, animals, plantes, fongs o microbis.
La terminologia que envolta als medicaments biològics varia entre grups i entitats, amb diferents termes referits a diferents subconjunts de terapèutics dins de la categoria biofarmacèutica general. Alguns organismes reguladors utilitzen els termes de medicaments biològics o productes biològics terapèutics per referir-se específicament a productes macromoleculars d'enginyeria com ara fàrmacs basats en proteïnes i àcids nucleics, que els distingeixen de productes com la sang, els components sanguinis o les vacunes, que generalment s'extreuen directament d'una font biològica. L'Agència Europea de Medicaments (AEM) utilitza el terme advanced therapy medicinal products (ATMP, o productes medics de teràpia avançada) per a medicaments d'ús humà que es "basen en enginyeria gènica, cèl·lular o de teixits", així s'inclouen els medicaments de teràpia gènica, medicaments de teràpia de cèl·lules somàtiques, o medicaments i combinacions d'aquests. Dins els contextos de l'AEM, el terme teràpies avançades es refereix específicament als ATMP, tot i que aquest terme és més aviat inespecífic fora d'aquests contextos.
Els biològics gènics i cel·lulars, per exemple, sovint es troben a l'avantguarda de la recerca biomèdica i poden ser utilitzats per tractar una varietat de malalties per a les quals no hi ha altres tractaments disponibles.
En algunes jurisdiccions, els biològics es regulen a través de diferents vies que altres fàrmacs de molècules petites i dispositius mèdics.
El terme biofarmacologia s'utilitza de vegades per descriure la branca de la farmacologia que estudia els biofàrmacs.

## Classes principals

### Extrets de sistemes vius
Algunes de les formes més antigues de productes biològics s'extreuen dels cossos dels animals i, especialment, d'altres humans. Els productes biològics importants inclouen:
- Sang sencera i altres components sanguinis
- Trasplantaments d'òrgans i teixits
- Teràpia amb cèl·lules mare
- Anticossos per a la immunització passiva (per exemple, per tractar una infecció per virus)
- Llet materna
- Microbiota fecal
- Cèl·lules reproductives humanes

Alguns productes biològics que anteriorment s'extreien d'animals, com la insulina, ara són produïts amb més freqüència per l'ADN recombinant.

### Produïts per ADN recombinant
Com s'ha indicat, el terme "biològic" es pot utilitzar per referir-se a una àmplia gamma de productes biològics en medicina. No obstant això, en la majoria dels casos, el terme "biològic" s'utilitza de manera més restrictiva per a una classe de productes terapèutics (ja sigui aprovats o en desenvolupament) que es produeixen mitjançant processos biològics que impliquen tecnologia d'ADN recombinant. Aquests medicaments solen ser un dels tres tipus següents:
1. Substàncies que són (gairebé) idèntiques a les proteïnes clau de senyalització del cos. Alguns exemples són l'eritropoetina que estimula la producció de sang o l'hormona estimulant del creixement anomenada (simplement) “hormona del creixement” o la insulina humana biosintètica i els seus anàlegs.
2. Anticossos monoclonals. Aquests són similars als anticossos que el sistema immunitari humà utilitza per combatre els bacteris i els virus, però estan "dissenyats a mida" (mitjançant tecnologia hibridoma o altres mètodes) i, per tant, es poden fer específicament per contrarestar o bloquejar qualsevol substància determinada corporal o per orientar-se a qualsevol tipus de cèl·lula específica. En aquest darrer cas contra les cèl·lules canceroses mitjançant conjugats anticòs-fàrmac.
3. Construccions de receptors (proteïnes de fusió), generalment basades en un receptor natural relacionat amb el marc de la immunoglobulina. En aquest cas, el receptor proporciona a la construcció una especificitat detallada, mentre que l'estructura de la immunoglobulina confereix estabilitat i altres característiques útils en termes de farmacologia.